# دیوید ال. بورن
دیوید لایل بورن (به انگلیسی: David Lyle Boren) سناتور سابق عضو حزب دموکرات (ایالات متحده آمریکا) بود. وی در سال ۱۹۷۹ تا ۱۹۹۴ میلادی سناتور ایالت اکلاهما در مجلس سنای ایالات متحده آمریکا بود.
بورن در ۲۰ فوریهٔ ۲۰۲۵ در سن ۸۳ سالگی بر اثر دیابت در خانهٔ خود در نزدیکی نیوکاسل (اکلاهما) درگذشت.